# Відкритий чемпіонат США з тенісу 2005
Відкритий чемпіонат США з тенісу 2005 проходив з 29 серпня по 11 вересня 2005 року на відкртих кортах Тенісного центру імені Біллі Джин Кінг у парку Флашинг-Медоуз у районі Нью-Йорка Квінз. Це був четвертий, останній турнір Великого шолома календарного року. 

## Події
Роджер Федерер захистив титул чемпіона США. Загалом для нього це була 6-а перемога в турнірах Великого шолома.
Минулорічна чемпіонка Світлана Кузнецова програла в першому колі. Чемпіонкою США стала Кім Клейстерс, якій нарешті вдалося виграти турнір Великого шолома після чотирьох поразок у фіналах. 
Даніела Гантухова, вигравши мікст, завершила Великий шолом за кар'єру в цьому виді змагань у віці 22 років.

## Результати фінальних матчів

### Дорослі
| Одиночний розряд. Чоловіки (Докладніше) |                                   |                       |
| Роджер Федерер                          | Андре Агассі                      | 6–3, 2–6, 7–6(1), 6–1 |
|                                         |                                   |                       |
| Одиночний розряд. Жінки                 |                                   |                       |
| Кім Клейстерс                           | Марі П'єрс                        | 6–3, 6–1              |
|                                         |                                   |                       |
| Парний розряд. Чоловіки                 |                                   |                       |
| Боб Браян Майк Браян                    | Йонас Бйоркман Макс Мирний        | 6–1, 6–4              |
|                                         |                                   |                       |
| Парний розряд. Жінки                    |                                   |                       |
| Ліза Реймонд Саманта Стосур             | Олена Дементьєва Флавія Пеннетта  | 6–2, 5–7, 6–3         |
|                                         |                                   |                       |
| Мікст                                   |                                   |                       |
| Даніела Гантухова Магеш Бгупаті         | Катарина Среботнік Ненад Зімоньїч | 6–4, 6–2              |
|                                         |                                   |                       |

### Юніори
| Одиночний розряд. Хлопці         |                             |                  |
| Раян Світінг                     | Жеремі Шарді                | 6–4, 6–4         |
|                                  |                             |                  |
| Одиночний розряд. Дівчата        |                             |                  |
| Вікторія Азаренко                | Алекса Глетч                | 6–3, 6–4         |
|                                  |                             |                  |
| Парний розряд. Хлопці            |                             |                  |
| Алекс Клейтон Доналд Янг         | Карстен Болл Тімо де Баккер | 7–6(3), 4–6, 7–5 |
|                                  |                             |                  |
| Парний розряд. Дівчата           |                             |                  |
| Нікола Франкова Аліса Клейбанова | Алекса Глетч Ваня Кінг      | 7–5, 7–6(3)      |
|                                  |                             |                  |